# Ела Хендерсън
Габриела Мишел Хендерсън (на английски: Gabriella Michelle „Ella“ Henderson), по-известна като Ела Хендерсън, е британска певица и авторка на песни. Тя е финалист в деветата серия на Екс Фактор за 2012 г. и завършва на шесто място, макар че е силен фаворит за първото място. Тя подписва със Сайко Мюзик. 
Дебютният албум на Ела, Chapter One, излиза на 13 октомври 2014 г. и превзема първата позиция. Първият ѝ сингъл, Ghost, е написан заедно с Райън Тедър и излиза на 8 юни 2014 г., като застава веднага на първо място в Обединеното кралство, оставайки в Топ 5 в продължение на осем последователни седмици. Вторият ѝ британски сингъл, Glow, е издаден на 5 октомври 2014 г. и дебютира с номер седем. Третият ѝ сингъл, Yours, трябва да излезе на 30 ноември 2014 г.

## Ранни години
Бъдещата певица е родена и израства в Тетни, близо до Гримсби, в семейството на Шон и Мишел. Има двама братя – Патрик и Фрейзър, както и сестра, Холи. Още от рано проявява жив интерес към модата, главно ретро модели, които тя все още притежава.
Хендерсън започва да пее на три години и се обучава да свири на пиано няколко години по-късно. Тя започва да изнася представления пред семейството си за Коледа и задълбочава особена връзка с дядо ѝ Бил, който я насърчава да бъде упорита в музиката и авторството на песни. Нейният интерес се развива още повече в началното училище, Сейнт Мартин Препаратори Скул в Гримсби, и тя решава да отиде на конкурс за стипендия в Тринг Парк Скул, специализирайки в сценично изкуство в Хъртфордшир. Хендерсън сполучва и печели стипендията и учи в училището от 11 до 16 години, където учи Дан Ферари-Лейн от момчешката група Дистрикт 3, който се бори на Екс Фактор с Хендерсън през 2012 г.
В началото на 2012 г., Хендерсън прави певческо участие на луксозна коледна промоция за Ченъл Фор, носеща името Come Dine With Me, където изпълнява All I Want for Christmas Is You. Тя е гост на Бианка Гаскойн, семеен приятел, и също се появява на кастинг за Екс Фактор през 2012 г. Епизодът е заснет преди появата на Хендерсън в Екс Фактор.

## Екс Фактор 2012 г.
През 2012 г. Хендерсън се появява на кастинг за деветата серия на Екс Фактор, който е подплатен с авторската песен Missed, която по-късно включва в дебютния си албум. Тя стига до представленията на живо и е наставлявана от Тълиса Контоставлос. Хендерсън и Джеймс Артър са в дъното, на последните две места, през седмата седмица, и пеят за оцеляване. Съдиите са в разногласие по отношение на това, кой трябва да си отиде. Решението е „задънена улица“ и публиката гласува вместо тях. Артър се добира до оцеляване с 13,7% от гласовете, а Хендерсън има само 12,1%. Водещият Дермът О'Лиъри описва напускането на Хендерсън като „един от най-големите удари, които сме виждали след предаване на резултатите“.
По време на предаването и след отпадането ѝ, няколко звездни личности застават в подкрепа и почитане на Хендерсън, включително Адел, Кло Грейс Мориц, Саймън Кауел, Сара Миликан, Стивън Фрай, Лили Алън, Ник Гримшо и Шер. През 2013 г., на Екстра Фактор, О'Лиъри обявява Хендерсън за „най-талантливия изпълнител, които вижда в седемте си години в шоуто, по негово мнение.“

## От 2012
На 12 декември 2012 г. Хендерсън взема участие на ирландската Ер-Те-Е, в „Шоуто в събота вечер“, където пее Silent Night. Докато е интервюирана на шоуто, Хендерсън разкрива, че тя е подписала звукозаписна сделка със Сони Мюзик Ентъртейнмънт. На 24 декември 2012 г. тя представя музика на шоуто Харт ФМ на Майлийн Клас, в което пее Last Christmas и Have Yourself a Merry Little Christmas. На 22 януари 2013 г. тя потвърждава, че е подписала с музикалната компания на Саймън Кауел, Сайко Мюзик. През януари и февруари 2013 г., Хендерсън участва в концертната обиколка на Екст Фактор, където пее четири песни: песента от прослушването Missed, Believe, Rule the World и You Got the Love. На 23 януари 2013 г. тя изпълнява Believe на 18-ите Национални награди за телевизия. На 9 юни 2013 г., тя участва като специален гост в Столичния летен бал и изпълнява дует с Лабринт, наречен Beneath Your Beautiful.
През 2013 г. Хендерсън издава няколко концертни промоционални песни в Ютюб, включително насложената песен на Дрейк Hold On, We're Going Home и на Джон Нюман – Love Me Again, както и четири оригинални песни: Evaporate (преди това изпята на живо на Екстра Фактор и изпълнена пред Интернет камера за почитатели ѝ), Waiting, Five Tattoos и The First Time.
През март 2014 г. Хендерсън оповестява, че дебютният ѝ албум ще се нарича Chapter One. Той е написан от Хендерсън, в сътрудничество с различни автори и продуценти, включващи: Клод Кели (предишни колаборации включват Уитни Хюстън, Бритни Спиърс, Кели Кларксън, Джеси Джей, Майкъл Джаксън), Ег Уайт (Адел, Том Одъл, Уил Йънг, Дъфи и Джеймс Морисън), Салам Реми (Нас, Ейми Уайнхаус, Фърги, Алиша Кийс), Ричард Станард – Биф, Бейбифейс (Уитни Хюстън, Мадона, Джанет Джаксън, Ариана Гранд) и Ти-Ем-Ес (Професър Грийн и Емели Санд, както и Литъл Микс). Съобщено е, че Хендерсън се е срещнала със Санд „за да поработят малко върху музика, заедно“.
През март 2014 г. Хендерсън обявява, че дебютният ѝ сингъл ще бъде Ghost, записан в комбина с Райън Тедър. Видеото за сингъла е заснето в Ню Орлънс, и е представен на премиера на 23 април 2014 г. Ghost излиза на 8 юни 2014 г. Преди неговото излизане Хендерсън изпълнява песента на първия полуфинал на „Британия търси талант“ на 26 май 2014 г. Хендерсъновият втори сингъл, Glow, излиза на 5 октомври 2014 г. и е написан заедно с Камил Пърсел. Chapter One излиза на 13 октомври 2014 г. Хендерсън пише третия сингъл Yours с Джош Рекърд, и той трябва да излезе в продажба на 30 ноември 2014 г.
Хендерсън е обявена за подгряващ музикант на Тейк Дет за тяхното 24-дневно британско турне, което започва през април 2015 г.